# Trophée von Rosen

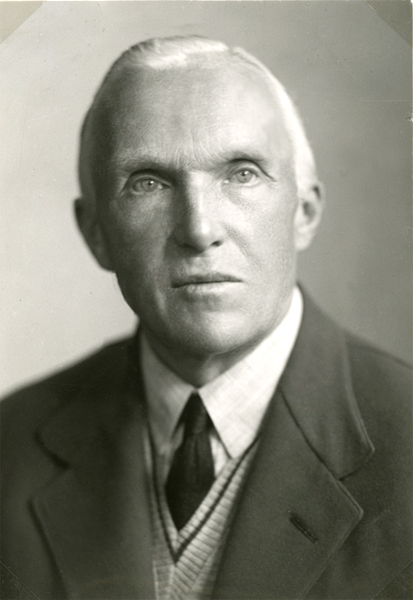
Clarence von Rosen (1867–1955)

Le Trophée von Rosen (suédois:von Rosens pokal) était le prix remis aux vainqueurs du championnat de Suède de football masculin entre 1904 et 2000. Le prix tire son nom de Clarence von Rosen, premier président de la fédération suédoise de football. La première équipe à lever ce trophée fut Örgryte IS après avoir remporté le Svenska Mästerskapet 1904. Halmstads BK fut la dernière équipe à le remporter lors de la saison 2000.

## Disparition du trophée
Alors que les joueurs d'Helsingborgs IF arrivent en ville pour fêter leur titre de champion de Suède 1999, on apprend que leur copie du trophée a disparu. Celui-ci avait même probablement disparu avant même le retour des joueurs de Göteborg, où ils avaient disputé le dernier match de la saison. Il ne fut jamais retrouvé et le club dut en demander un autre exemplaire à la Fédération suédoise de football.

## Polémique sur le nom du trophée
En novembre 2000, on découvre que Clarence von Rosen était très actif dans une organisation nazie. Il s'ensuit un débat sur le trophée qui porte son nom qui conduit la fédération suédoise de football à créer un nouveau trophée, le trophée Lennart Johansson, nommé ainsi en l'honneur du président suédois de l'UEFA. Ce dernier est officiellement remis pour la première fois en 2001 à Hammarby IF, alors que son prédécesseur est de son côté rangé dans les bureaux de la fédération.